# St. Andrew's Athletic Club
Il St. Andrew's Athletic Club era un club di calcio fondato in Argentina da immigrati scozzesi della St. Andrew's Scots School, la più antica scuola privata dell'Argentina.
Il St. Andrew's fu il primo campione ufficiale di calcio dell'Argentina, quando nel 1891 la squadra condivise il titolo con l’Old Caledonians.

## Storia

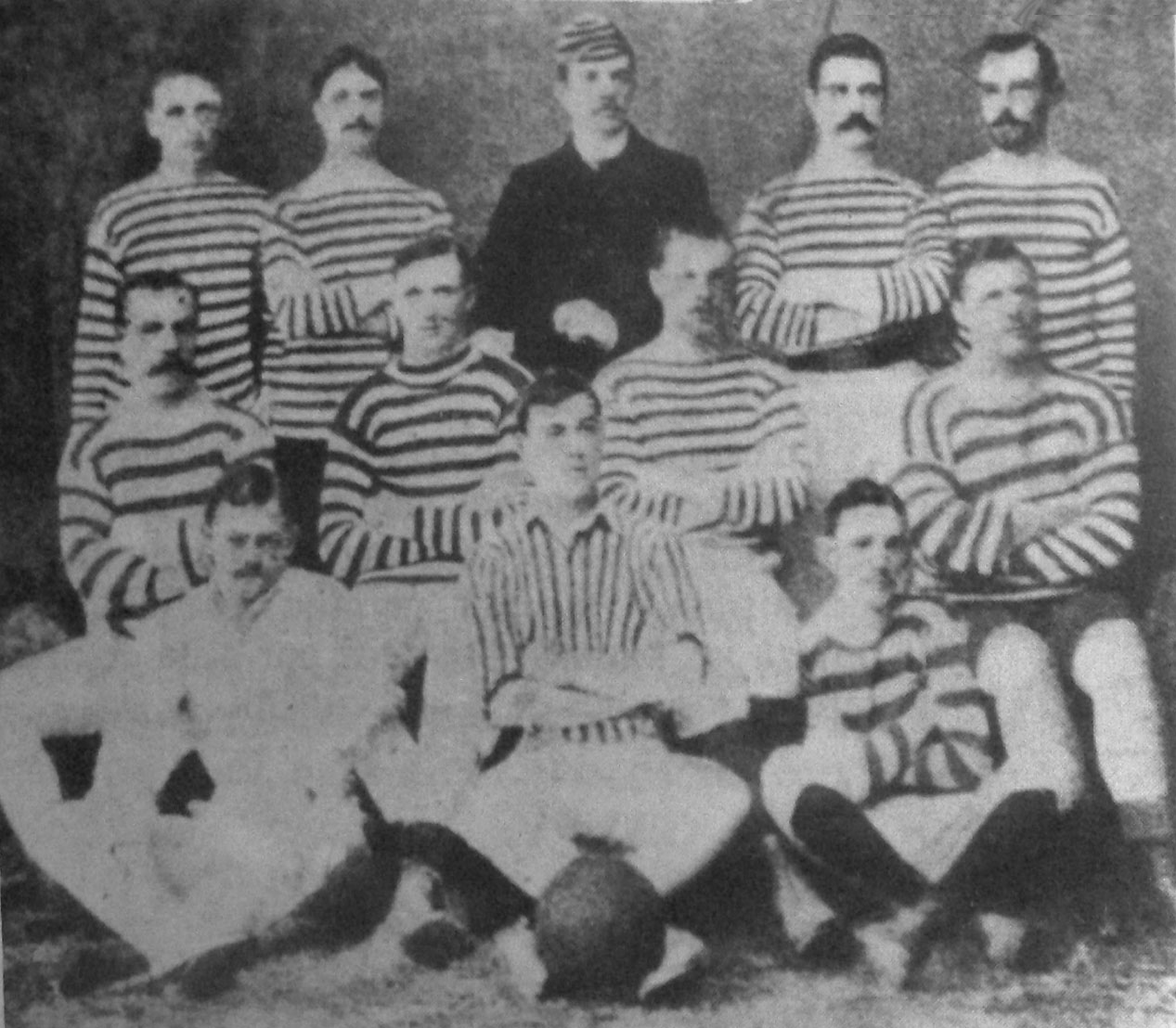
La squadra che vinse il primo titolo argentino della Primera División nel 1891

Il "St. Andrew's Athletic Club" venne fondato nel 1890 dall'omonima scuola. La squadra di calcio era formata da ferrovieri.
Il St. Andrew's AC è considerato il primo club argentino in assoluto ad aver vinto (insieme all'Old Caledonians FC) il primo campionato di Primera División organizzato nel 1891 dalla "Argentine Association Football League”, ente fondato quello stesso anno dal compagno di studi Alec Lamont, anche se è stato sciolto subito dopo la fine della stagione. Le cinque squadre registrate per giocare il torneo erano (a parte il St. Andrew's), Old Caledonians, Buenos Aires & Rosario Railway, Belgrano Football Club (predecessore dell'attuale Belgrano Athletic Club ) e Buenos Aires Football Club (non imparentato con la prima squadra di calcio dell'Argentina fondata nel 1867). Anche l'Hurlingham si registrò ma non giocò nessuna partita. Il club aveva il suo campo in Avenida Montes de Oca, quartiere di Barracas, Buenos Aires.

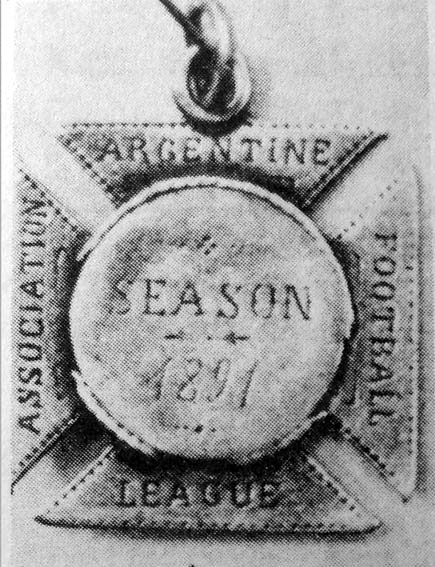
Medaglie assegnate ai giocatori del St. Andrew quando vinsero la finale del 1891 contro gli Old Caledonians

La pratica del calcio in Argentina si diffuse grazie a Lamont e Alexander Watson Hutton, che in seguito fondarono gli Alumni, la squadra di maggior successo fino al suo scioglimento nel 1911.
Il primo campionato iniziò il 12 aprile e terminò il 13 settembre 1891. Alla fine della stagione, St. Andrew's e Old Caledonians, una squadra formata dai dipendenti dell'azienda scozzese che costruì il drenaggio principale di Buenos Aires, condividevano la prima posizione e l'Associazione decretò il titolo come condiviso, ma entrambe le squadre hanno dovuto giocare una nuova partita solo per decretare quale delle due avrebbe portato a casa le medaglie (in quanto l’associazione non aveva considerato l’eventualità di un primo posto condiviso e quindi non aveva fabbricato il numero necessario di medaglie per soddisfare entrambe le squadre). Pertanto il St. Andrew's e Old Caledonians si incontrarono il 13 settembre 1891, e vide vincitore il St. Andrew's per 3-1 grazie alla tripletta di Moffet.
La squadra disputò solo un altro campionato nel 1894, che fu vinto dal Lomas Athletic Club. Il St. Andrew's si classificò penultimo, avendo perso 7 partite su 10. Dopo quella stagione, il St. Andrew's FC non ha mai più preso parte ad un campionato di calcio ufficiale. Si ritiene infatti che il club sia stato sciolto subito dopo.

## Calciatori storici
- Charles Douglas Moffatt: segnò tutti i gol nel 3-1 contro gli Old Caledonians nella partita finale del torneo nel 1891 .[9][10][7][11] Vinse anche il primo campionato di Segunda División disputato nel 1899, giocando per il Banfield.
- Alec Lamont: dipendente della Great Southern Railway di Buenos Aires e anche giocatore del St. Andrew's, Lamont ha avuto un ruolo importantissimo nella creazione della Argentine Association Football League, la prima associazione calcistica del paese.[12]

## Pàlmares
- Primera División: 1

1891

## Cultura di massa

Il primo logo dell’independiente si ispira a quello del St. Andrew’s

Essere il primo campione argentino della storia ha dato fama e prestigio al club. Il primo stemma dell'Independiente (con le iniziali "IFC - Independiente Football Club") si è ispirato al logo del St. Andrew's. Negli anni '90, lo stemma originale del club è stato ripreso per le maglie da trasferta, essendo da allora utilizzato come emblema.
Nel 2013, la Federcalcio argentina ha elencato sul suo sito web il St. Andrew's come il primo campione argentino, sebbene il titolo fosse condiviso con l'Old Caledonians.